# Daniele Manganaro
Daniele Manganaro (Messina, 1974) è un poliziotto italiano premiato con la Medaglia d’oro al valor civile.

## Biografia
Laureatosi in Giurisprudenza nel 2001, hanno fatto seguito un master in Scienza della Sicurezza nel 2009 ed una specializzazione in Scienze delle Pubbliche Amministrazioni nel 2010.
Nel 2000 inizia a lavorare come agente di Polizia, dal 2004 anche come forense. Nel 2007 vince un concorso per il commissariato e nel 2010 ha iniziato a lavorare nella Questura di Bologna, per poi passare alla Questura di Enna nel 2011.
È stato Dirigente dei Commissariati di Nicosia e Sant'Agata Militello, Tarquinia (Viterbo) e Carrara.
Nel settembre 2024 diviene Questore Vicario di Pavia.
Nel 2016 salvò la vita a Giuseppe Antoci (oggetto di attentato ad opera di ignoti), per cui nel 2024 è stato premiato Medaglia d'oro al valor civile. Assieme a Manganaro, la medaglia viene conferita anche a Sebastiano Proto, Salvatore Santostefano e (alla memoria in quanto già deceduto) Tiziano Granata, rispettivamente vice ispettore, sovrintendente e vice sovrintendente. Manganaro era caposquadra, le sue capacità professionali furono considerate eccezionali ed il suo senso del dovere straordinario. Gli sono state conferite diverse onorificenze. Già nel 2020 i quattro poliziotti erano stati promossi dal capo Franco Gabrielli.
(Daniele Manganaro al Corriere della Sera dopo il riconoscimento al valor militare)